# Amyda
Amyda (лат.) — род черепах семейства Трёхкоготные черепахи (Trionychidae).
Род включает 2 современных вида:
- Amyda cartilaginea (Trionyx cartilagineus)
- Amyda nakornsrithammarajensis

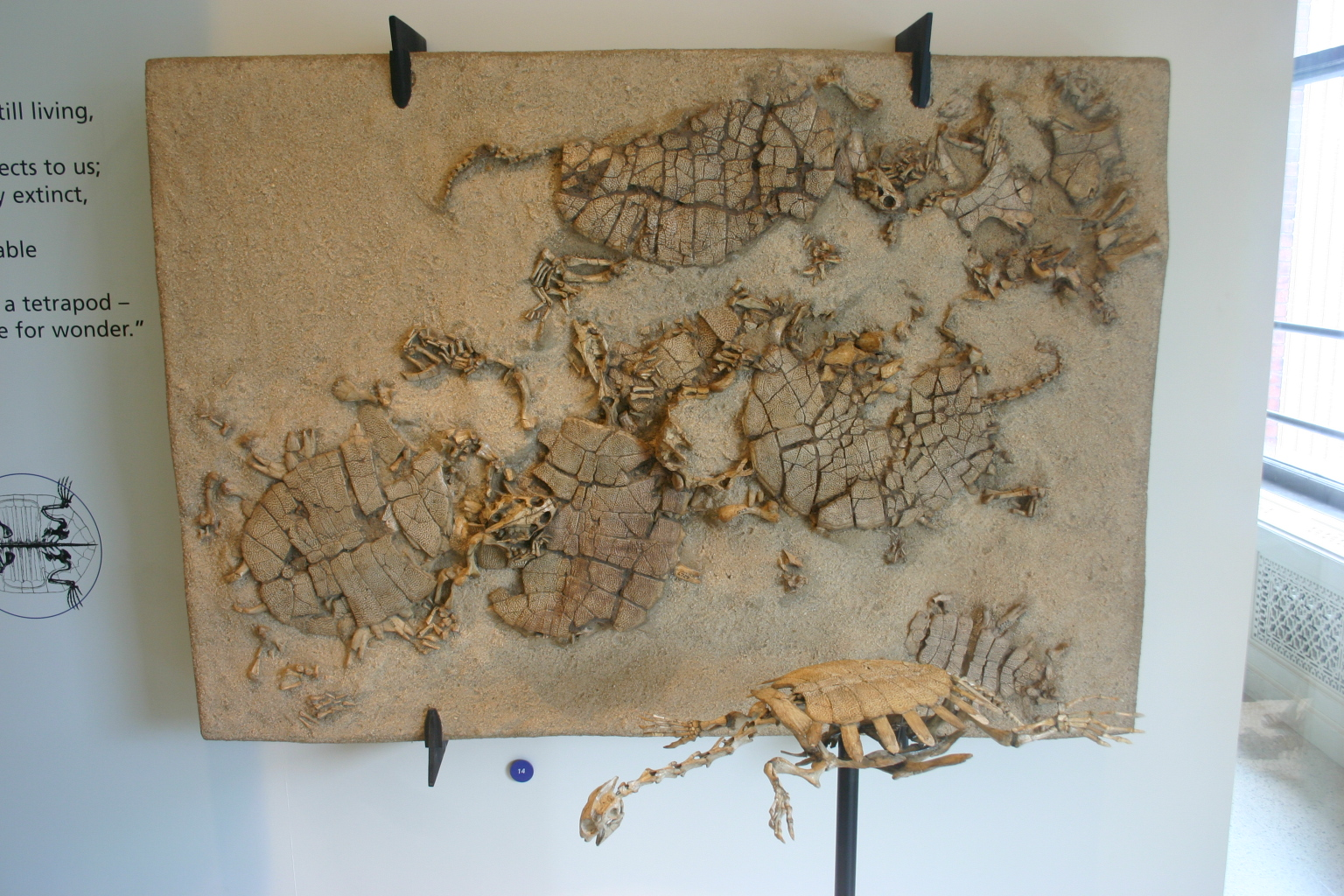
ископаемый вид Amyda gregaria

Первый из них распространён в Южной и Юго-Восточной Азии: Вьетнам, Лаос, Камбоджа, Таиланд, Мьянма, Малайзия, Индонезия (Ява, Суматра и Калимантан), Индия, Сингапур. Второй вид описан в Таиланде, возможно, является синонимом первого.
Имеются ископаемые виды.
Ранее в состав этого рода включали виды североамериканского рода Apalone, а также Pelodiscus sinensis.